# Eurysphindus brasiliensis
Eurysphindus brasiliensis es una especie de coleóptero de la familia Sphindidae.

## Distribución geográfica
Habita en Brasil.